# 八仙筒站
八仙筒站位于中华人民共和国内蒙古自治区通辽市奈曼旗八仙筒镇，是一个京通铁路上的铁路车站，建于1980年，目前为四等站，目前客运：办理旅客乘降；行李、包裹托运；货运：办理整车货物发到。